# Lampada frontale

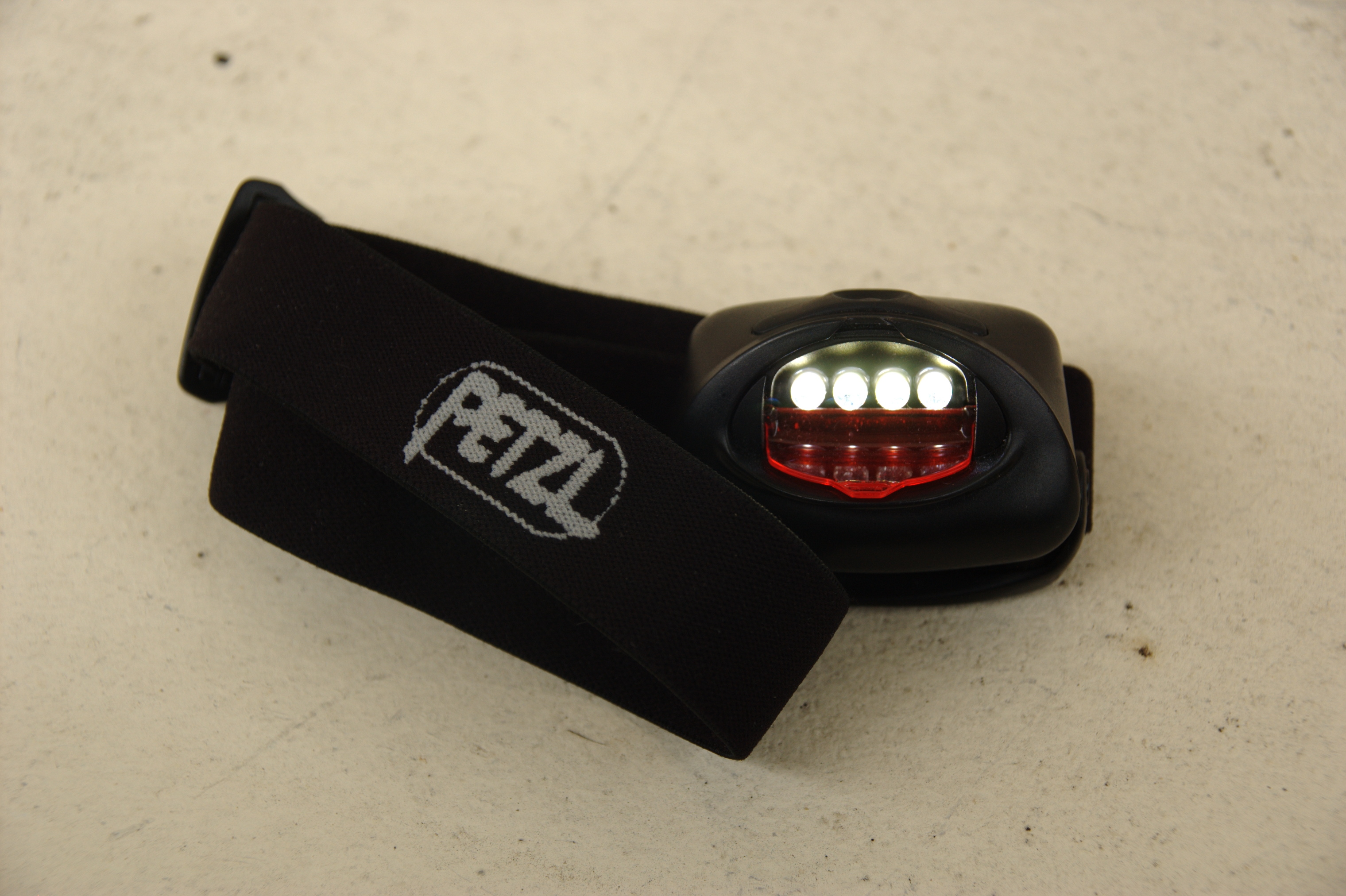
Una lampada frontale a led.

La lampada frontale è un attrezzo utile e comodo che permette a chi la utilizza di illuminare la parte davanti a sé senza impegnare le mani, grazie a cinghie elasticizzate e regolabili che permettono una perfetta aderenza alla testa dell'utilizzatore.

## Storia
I primi utilizzatori di lampade frontale furono i minatori e gli esploratori del XVIII e XIX secolo: il tipico caschetto con un piccolo fornelletto a carburo e acqua che, mescolati insieme, sviluppavano acetilene.
Le lampade ad acetilene hanno poi lasciato spazio alle tipiche lampadine ad incandescenza, con le normali pile. Questo tipo di lampada era decisamente più sicura, perché non produceva fiamme libere, quindi in caso di fuga di gas infiammabile non potevano verificarsi esplosioni: l'operaio o l'esploratore potevano mettersi in salvo se si accorgevano in qualche modo della fuga di gas. L'inconveniente di tali lampade era, ed è tuttora, l'eccessivo calore prodotto dalle stesse.
Negli ultimi anni poi si sono affermate le lampadine a LED, utilizzate per la pratica dell'alpinismo: producono pochissimo calore, hanno un basso consumo di batterie e possono durare fino all'80% in più delle lampade ad incandescenza. Al contrario di queste ultime, non sono costituite da una singola lampada, bensì da un insieme di lampade (spesso 8 o multipli di 8). Questa tecnologia prevede l'installazione di un LED in un circuito stampato elettronico. Due esempi di funzioni in più rispetto alle precedenti lampadine sono: 
- la possibilità di far accendere le lampade a gruppi (8 o 16 o 32), per adattarsi meglio alla penombra e risparmiare l'energia delle pile, fino all'oscurità totale (in questo caso si possono accendere tutti i LED avendo molta più luce);
- la possibilità di utilizzare l'intermittenza: con questo accorgimento si possono segnalare con maggior facilità (e ad una maggiore distanza) situazioni di pericolo o avvisare i soccorsi in caso di incidenti.

Normalmente tutte queste funzioni si ottengono premendo consecutivamente un solo pulsante:
1. si accende la lampada con 8 LED;
2. si accendono altri 8 LED della lampada;
3. si accendono tutti e 32 i LED della lampada;
4. si avvia l'intermittenza di tutti i 32 LED:
5. la lampada si spegne.

Logicamente, se la lampada ha soli 8 LED il ciclo si conclude in tre passaggi (accensione, lampeggiamento e spegnimento); se i LED sono 16, in quattro passaggi (accensione di 8 LED, accensione di 16 LED, intermittenza, spegnimento).

## Descrizione

### Con il casco
Alcuni caschetti hanno specifici agganci, o sistemi di blocco, per appositi modelli di lampade, che permettono di serrare ancora meglio la lampada alla testa: infatti senza questi sistemi l'attrito delle cinghie sarebbe minimo, causando spesso lo scivolamento della lampada dal caschetto, vanificando anche il suo effetto di comodità. Questo accorgimento rende utile la lampada frontale non solo per sport come alpinismo o mountain bike, ma anche per escursionismo, speleologia e lavoro. Basti pensare ad uno speleologo costretto a lavorare, arrampicarsi o maneggiare la corda o un vigile del fuoco che deve fare un soccorso con l'oscurità, entrambi con una mano sola perché hanno l'ingombro di una lampada tradizionale.

### Adattamenti
Le lampade frontali di ultima generazione hanno quasi sempre varie parti regolabili e adattabili. Una parte molto importante nell'adattamento è il sistema di cinghie che come già detto tengono ben salda la lampada alla testa dell'utilizzatore. Questo tipo di regolazione è solitamente formata da due sistemi distinti, uno che circonda la testa orizzontalmente, e uno che la fascia verticalmente. Quest'ultima presenta un'asola cucita, e all'interno di essa viene fatta passare la cinghia orizzontale, l'altra estremità va al corpo di plastica della lampada e permette la regolazione anche in verticale. Alcune lampade presentano poi un sistema di blocco a molla che permette l'inclinazione della lampada, con la possibilità di dirigere il fascio luminoso anche longitudinalmente. Questa regolazione varia spesso da 30°-45°, cioè un fascio molto luminoso ma a breve distanza (5-8m), fino ad un'angolazione di 90°, questa regolazione fa sì che la lampada sia parallela alla testa, quindi il fascio che proietta sarà più debole ma illuminerà più lontano (circa 30 m), ovviamente il tutto in base all'altezza dell'utilizzatore